# 我们走在大路上 (纪录片)
《我们走在大路上》是由中共中央宣传部、中央党史和文献研究院、国家发展改革委员会、国家广播电视总局、中央军委政治工作部、中央广播电视总台联合制作、中央广播电视总台出品、中国中央电视台科教频道负责为庆祝新中国成立七十周年的二十四集大型文献专题片，于2019年9月16日至27日在中央电视台综合频道播出。
中国中央电视台财经频道、中国中央电视台中文国际频道、中国中央电视台科教频道、中国中央电视台新闻频道、中国中央电视台少儿频道以及全国各地上星卫视及各地面电视主频道亦有重播，央广中国之声同步播出相关录音剪辑内容，澳门有线电视第一频道CH1以亦会播出并以国语原声广播兼配上中英文字幕。及香港TVB無綫財經·資訊台、NOW財經台、有線財經資訊台亦会播出并以粤语旁述广播兼配上中文字幕。中国环球电视网主频道亦会播出并以英语旁述广播，涉及中文对白的则会兼配上英文字幕，CCTV大富亦会播出并以日语旁述广播兼配上日文字幕。

## 分集
| 集数       | 名称                     | 中国CCTV播放日期 | 香港TVB播放日期 |
| ---------- | ------------------------ | ---------------- | --------------- |
| 第一集     | 《新中国诞生》           | 2019年9月16日    | 2019年9月25日   |
| 第二集     | 《敢教日月换新天》       | 2019年9月16日    | 2019年9月26日   |
| 第三集     | 《大业奠基》             | 2019年9月17日    | 2019年9月27日   |
| 第四集     | 《起宏图》               | 2019年9月17日    | 2019年9月28日   |
| 第五集     | 《壮志凌云》             | 2019年9月18日    | 2019年9月29日   |
| 第六集     | 《激情燃烧的岁月》       | 2019年9月18日    | 2019年9月30日   |
| 第七集     | 《艰辛探索》             | 2019年9月19日    | 2019年10月1日   |
| 第八集     | 《伟大转折》             | 2019年9月19日    | 2019年10月2日   |
| 第九集     | 《改革春潮》             | 2019年9月20日    | 2019年10月3日   |
| 第十集     | 《突破重围》             | 2019年9月20日    | 2019年10月4日   |
| 第十一集   | 《统一大业》             | 2019年9月21日    | 2019年10月5日   |
| 第十二集   | 《融入世界》             | 2019年9月21日    | 2019年10月6日   |
| 第十三集   | 《神州腾飞》             | 2019年9月22日    | 2019年10月7日   |
| 第十四集   | 《民为邦本》             | 2019年9月22日    | 2019年10月8日   |
| 第十五集   | 《我们都是追梦人》       | 2019年9月23日    | 2019年10月9日   |
| 第十六集   | 《打铁必须自身硬》       | 2019年9月23日    | 2019年10月10日  |
| 第十七集   | 《改革开放谱新篇》       | 2019年9月24日    | 2019年10月11日  |
| 第十八集   | 《脱贫攻坚》             | 2019年9月24日    | 2019年10月12日  |
| 第十九集   | 《绿水青山就是金山银山》 | 2019年9月25日    | 2019年10月13日  |
| 第二十集   | 《文化铸魂》             | 2019年9月25日    | 2019年10月14日  |
| 第二十一集 | 《强军战歌》             | 2019年9月26日    | 2019年10月15日  |
| 第二十二集 | 《命运与共》             | 2019年9月26日    | 2019年10月16日  |
| 第二十三集 | 《辉煌新时代》           | 2019年9月27日    | 2019年10月17日  |
| 第二十四集 | 《领航中国》             | 2019年9月27日    | 2019年10月18日  |

## 播出信息
- 中国中央电视台综合频道 9月16日至27日 20:00-21:15（首播，每天两集）
- 中国中央电视台财经频道 9月17日至28日 10:00-11:15（重播，每天两集）
- 中国中央电视台新闻频道 9月17日至28日 13:00-14:15（重播，每天两集）
- 中国中央电视台中文国际频道（仅亚洲版） 9月17日至28日 17:45-19:00（重播，每天两集）
- 中国中央电视台科教频道 9月17日至28日 21:25-22:40（重播，每天两集）[3]
- 香港无线财经·资讯台 9月25日至10月18日 19:30-20:15（首播）、23:00-23:45（重播）[4]
- 香港有线财经资讯台 星期六、日 18：30-19：15（首播）、01:00-01:45（重播）
- 香港Now财经台  星期六、日 21：00-22：00（首播）
- 中国环球电视网主频道 10月1日至10月24日 14:25-15:00（首播），10月2日至10月25日 03:25-04:00（重播）
- 广州番禺综合频道 9月21日至10月14日 09:30-10:05（首播）
- CCTV大富 星期一至五21：00（日本当地时间）（首播）
- TVB星河频道 2019年12月7日至2020年2月23日 星期六、日 12：00AM（首播）、12：00PM（重播）
- 中国中央电视台少儿频道 2019年12月31日至2020年1月23日22:00-22:35
- 星空卫视 2020年4月4日至2020年6月21日 星期六、日22:30（首播）
- 各互联网视频平台一般由官方持有的帐号上传

## 收视率
| 中国 中央电视台綜合频道 首播收视率 |               |        |          |        |           |           |           | |
| 集數                               | 播出日期      | CSM59  | CSM59    | CSM59  | CSM全国网 | CSM全国网 | CSM全国网 | 備註 |
| 集數                               | 播出日期      | 收視率 | 收視份額 | 排名   | 收視率    | 收視份額  | 排名      | 備註 |
| 1-2                                | 2019年9月16日 | 0.919  | 3.522    | 1      | 1.00      | 4.22      | 1         | |
| 3-4                                | 2019年9月17日 | 0.906  | 3.343    | 1      | 1.01      | 4.18      | 2         | |
| 5-6                                | 2019年9月18日 | 0.830  | 3.124    | 2      | 0.98      | 4.14      | 2         | |
| 7-8                                | 2019年9月19日 | 0.939  | 3.495    | 1      | 1.01      | 4.25      | 1         | |
| 9-10                               | 2019年9月20日 | 0.923  | 3.373    | 2      | 1.08      | 4.23      | 2         | 当天浙江卫视中国好声音播出                                                                                            |
| 11-12                              | 2019年9月21日 | 1.031  | 3.758    | 1      | 0.92      | 3.68      | 1         | |
| 13-14                              | 2019年9月22日 | 0.839  | 3.013    | 7      | 0.80      | 3.22      | 4         | 当天中央电视台综艺频道越战越勇、东方卫视中国达人秀播出                                                                |
| 15-16                              | 2019年9月23日 | 0.841  | 3.162    | 1      | 0.89      | 3.76      | 3         | |
| 17-18                              | 2019年9月24日 | 0.819  | 3.104    | 2      | 0.85      | 3.81      | 2         | 当天中央电视台综合频道在《焦点访谈》时间播出经数字技术修复上色的开国大典原始影像；CSM59当天对17集和18集分别计算收视率 |
| 19-20                              | 2019年9月25日 | 0.768  | 2.949    | 2      | 0.68      | 2.92      | 4         | |
| 21-22                              | 2019年9月26日 | 0.893  | 3.354    | 2      | 0.90      | 3.77      | 2         | 当天中央电视台体育频道直播女篮亚洲杯                                                                                  |
| 23-24                              | 2019年9月27日 | 0.991  | 3.645    | 3      | 1.10      | 4.37      | 1         | 当天浙江卫视中国好声音播出                                                                                            |
| 平均收視                           | 平均收視      | 0.892  | 3.320    | 不適用 | 0.94      | 3.88      | 不適用    | |

1. 数据由广视索福瑞提供，调查范围为四岁以上之观众。
2. 以上收视排名包括央视在内。CSM16省网排名不含央视
3. 收視最低的集數以藍色表示，收視最高的集數以紅色表示
4. 资料来源：卫视这些事儿、TV未知数